# 格雷島 (南奧克尼群島)
格雷島（英語：Grey Island），是南極洲的一座島嶼，處於米切爾森島以南1公里，屬於南奧克尼群島的一部分，由挪威捕鯨者繪入地圖和命名，現時由南極條約體系管理。